# 리드 (컬링)
리드 (lead)란 컬링에서 자기팀 차례의 엔드에서 처음 두 번의 스톤을 던지는 팀원을 말한다. 리드는 스킵이나 바이스의 역할은 하지 않는 경우가 많으며 다른 팀원들을 위해 스위핑해주는 역할만 맡는다. 리드는 관련 프리가드 수칙에 따라 처음부터 상대팀 스톤들을 쳐내는 행위를 할 수 없게 해놨기 때문에, 가드를 세우는 데 능숙해야 하며, 테이크아웃이나 센 샷을 맡기도 한다. 북미 일부 지역에서는 해머 (후공)를 결정할 때 리드가 나서며, 동전던지기 등의 무작위 선택을 따른다. 반면 다른 지역에서는 이 역할이 서드에게 있다.

## 같이 보기
- 스킵 (컬링)
- 세컨드 (컬링)
- 서드 (컬링)
- 피프스 (컬링)